# Dos escritos sobre psicología analítica
Dos escritos sobre psicología analítica (en alemán Zwei Schriften über Analytische Psychologie) alude a dos escritos tempranos de Carl Gustav Jung incluidos en el séptimo volumen de su Obra completa.

## Contenido
Los dos escritos tempranos aquí reunidos, Sobre la psicología de lo inconsciente y Las relaciones entre el yo y lo inconsciente, pertenecen a las obras más importantes de Carl Gustav Jung. Sobre la base de un rico material empírico se expone en ellos los conceptos fundamentales de la psicología analítica y se explora "el problema que representa ese inconsciente caótico que dormita inquieto bajo el ordenado mundo de la consciencia". Enfrentado a los efectos desastrosos de la psicología de las naciones, Jung elabora la idea de un inconsciente colectivo y estudia sus relaciones con la psique individual. Ambos escritos reflejan así el empeño junguiano de fomentar el desarrollo psicológico de los individuos.
En apéndice, figuran sendas versiones originales a las obras definitivas ya citadas: Nuevos rumbos de la psicología correspondiente a Sobre la psicología de lo inconsciente y La estructura de lo inconsciente a Las relaciones entre el yo y lo inconsciente.

## Índice
1. Sobre la psicología de lo inconsciente (1917/1926/1943)
2. Las relaciones entre el yo y lo inconsciente (1928)
3. Nuevos rumbos de la psicología (1912)
4. La estructura de lo inconsciente (1916)

## Edición en castellano
- Jung, Carl Gustav (2007). Obra completa de Carl Gustav Jung. Volumen 7: Dos escritos sobre psicología analítica. Traducción Rafael Fernández de Maruri. Madrid: Editorial Trotta. ISBN 978-84-8164-759-4/ ISBN 978-84-8164-760-0.

- Datos: Q17038523